# Pressigny-les-Pins
Pour les articles homonymes, voir Pressigny.
Pressigny-les-Pins est une commune française située dans le département du Loiret en région Centre-Val de Loire. La commune se situe au sud de la région naturelle du Gâtinais, dans la partie dite du Gâtinais pauvre ou Gâtinais de l'est. Pressigny-les-Pins, commune rurale de 478 habitants, fait partie de l'aire urbaine de Montargis.
Ses habitants sont appelés les Pressigniens.

## Géographie

### Localisation et communes limitrophes

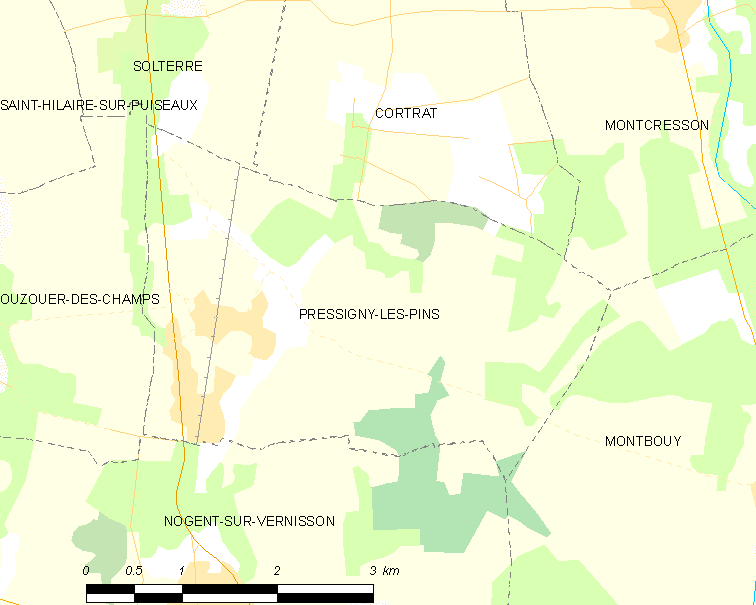
Carte de la commune de Pressigny-les-Pins et des communes limitrophes.

Pressigny-les-Pins est située en région Centre-Val de Loire, à l'est du département du Loiret et au sud de la région naturelle du Gâtinais, plus précisément dans la partie dite du Gâtinais orléanais (petite région agricole nommée Gâtinais pauvre ou Gâtinais de l'est).
La commune est aujourd’hui située à 112,8 km au sud-est de Paris-Notre-Dame, point zéro des routes de France, à 63 km à l'est d'Orléans, à 13 km au sud de Montargis, à 93 km au nord-est de Bourges et à 93 km à l'ouest d'Auxerre.
Les communes les plus proches sont : Cortrat (2 km), Solterre (2,8 km), Ouzouer-des-Champs (3,4 km), Saint-Hilaire-sur-Puiseaux (3,9 km), Nogent-sur-Vernisson (4 km), Montcresson (5 km), Montbouy (5,5 km), Varennes-Changy (7 km), Mormant-sur-Vernisson (7,4 km) et Conflans-sur-Loing (8,4 km).

### Géologie et relief

#### Géologie
La commune se situe dans le sud du Bassin parisien, le plus grand des trois bassins sédimentaires français. Cette vaste dépression, occupée dans le passé par des mers peu profondes et des lacs, a été comblée, au fur et à mesure que son socle s’affaissait, par des sables et des argiles, issus de l’érosion des reliefs alentours, ainsi que des calcaires d’origine biologique, formant ainsi une succession de couches géologiques.
Les couches affleurantes sur le territoire communal sont constituées de formations superficielles du Quaternaire et de roches sédimentaires datant du Cénozoïque, l'ère géologique la plus récente sur l'échelle des temps géologiques, débutant il y a 66 millions d'années, et du Mésozoïque, anciennement appelé Ère secondaire, qui s'étend de −252,2 à −66,0 Ma. La formation la plus ancienne est de la craie blanche à silex remontant à la période Crétacé. La formation la plus récente est des alluvions récentes des lits mineurs remontant à l’époque Holocène de la période Quaternaire. Le descriptif de ces couches est détaillé dans  les feuilles « n°365 - Montargis » et « n° 400 - Châtillon-Coligny » de la carte géologique au 1/50 000ème du département du Loiret, et leurs notices associées,.

Carte géologique de la commune.

Description des sols de la commune :
- Holocène et Pléistocène : le sol du lit  de la rivière Vernisson est composé d'alluvions modernes et récentes et d'alluvions anciennes constituées de sables et cailloutis siliceux, de limons et de tourbes des ruisseaux ;
- Miocène : des zones constituées de molasses , datant de l'Aquitanien, apparaissent au nord-ouest du territoire. Ces molasses, dites du Gatinais, sont composées soit de sable pur, comme celui de l'Orléanais, soit de sable argileux verdâtre ou rougeâtre, et de simple argile ;
- Oligocène : les sols de la majeure partie du territoire, notamment dans toute la partie orientale, sont composés de calcaire datant du Rupélien. Ces sols, dits calcaires du Gâtinais, sont formés de calcaires blancs ou très clairs ;
- Oligocène et Éocène : les sols de la partie sud-ouest du territoire sont composés d'alluvions grossières, de sables et de galets ; de calcaires lacustres et de marnes ; ou de mélanges d'alluvions, de marnes et de calcaires de molasse ;
- Éocène et Paléocène : une petite zone, située à l'ouest, est constituée de caillasse de silex usés, conglomérats siliceux et d'argiles bariolées ;
- Crétacé supérieur : quelques sols, situés à l'ouest, sont composés de craie dure et compacte datant du  Campanien.

|  | Fz : | alluvions récentes des lits mineurs, Holocène |

|  | qC : | colluvions indifférenciées de versant, Quaternaires |

|  | m1MGa : | molasse du Gâtinais, Aquitanien |

|  | g1CEt : | calcaire d'Étampes, Stampien supérieur |

|  | e4PN : | poudingue de Nemours, Paléocène-Éocène inférieur |

|  | e1-4S : | formations détritiques (argiles, sables, conglomérats) et Argiles à silex, Paléocène-Éocène inférieur |

|  | c5Cr : | craie blanche à silex, Campanien |

#### Relief
La superficie cadastrale de la commune publiée par l’Insee, qui sert de références dans toutes les statistiques, est de 11,90 km2,. La superficie géographique, issue de la BD Topo, composante du Référentiel à grande échelle produit par l'IGN, est quant à elle de 11,83 km2.
Le territoire de la commune de Pressigny-les-Pins occupe un plateau légèrement incliné le nord faisant partie du bassin du Loing. Traversé par le Vernisson (affluent du Puiseaux), ce plateau est délimité : à l'est par la vallée du Loing ; au sud, par la forêt d'Orléans ; à l'ouest, par la rivière le Puiseaux (affluent du Loing) ; et au nord, par la confluence du Loing et du Puiseaux à Montargis.
Son relief est relativement plat puisque la dénivelée maximale atteint 19 mètres. L'altitude du territoire varie entre 106 m, au nord de la commune au niveau de la rivière Vernisson, et 125 m au sud-est de la commune.

### Hydrographie
La rivière le Vernisson traverse le territoire de la commune du nord au sud. Un de ses affluents, le Ronceau, rejoint la rivière au sud de la commune.

### Climat
Pour des articles plus généraux, voir Climat du Centre-Val de Loire et Climat du Loiret.
En 2010, le climat de la commune est de type climat océanique dégradé des plaines du Centre et du Nord, selon une étude du CNRS s'appuyant sur une série de données couvrant la période 1971-2000. En 2020, Météo-France publie une typologie des climats de la France métropolitaine dans laquelle la commune est exposée à un climat océanique altéré et est dans la région climatique Centre et contreforts nord du Massif Central, caractérisée par un air sec en été et un bon ensoleillement.
Pour la période 1971-2000, la température annuelle moyenne est de 10,9 °C, avec une amplitude thermique annuelle de 15,3 °C. Le cumul annuel moyen de précipitations est de 688 mm, avec 10,9 jours de précipitations en janvier et 7,5 jours en juillet. Pour la période 1991-2020, la température moyenne annuelle observée sur la station météorologique de Météo-France la plus proche, sur la commune de Nogent-sur-Vernisson à 4 km à vol d'oiseau, est de 11,7 °C et le cumul annuel moyen de précipitations est de 738,5 mm,. Pour l'avenir, les paramètres climatiques de la commune estimés pour 2050 selon différents scénarios d'émission de gaz à effet de serre sont consultables sur un site dédié publié par Météo-France en novembre 2022.

## Urbanisme

### Typologie
Au 1er janvier 2024, Pressigny-les-Pins est catégorisée commune rurale à habitat dispersé, selon la nouvelle grille communale de densité à sept niveaux définie par l'Insee en 2022.
Elle est située hors unité urbaine. Par ailleurs la commune fait partie de l'aire d'attraction de Montargis, dont elle est une commune de la couronne,. Cette aire, qui regroupe 33 communes, est catégorisée dans les aires de 50 000 à moins de 200 000 habitants,.

### Occupation des sols
L'occupation des sols de la commune, telle qu'elle ressort de la base de données européenne d’occupation biophysique des sols Corine Land Cover (CLC), est marquée par l'importance des territoires agricoles (71,4 % en 2018), une proportion sensiblement équivalente à celle de 1990 (71,2 %). La répartition détaillée en 2018 est la suivante : 
terres arables (67 %), forêts (22,1 %), zones urbanisées (6,2 %), prairies (4,4 %), mines, décharges et chantiers (0,4 %).
L'évolution de l’occupation des sols de la commune et de ses infrastructures peut être observée sur les différentes représentations cartographiques du territoire : la carte de Cassini (XVIIIe siècle), la carte d'état-major (1820-1866) et les cartes ou photos aériennes de l'IGN pour la période actuelle (1950 à aujourd'hui).

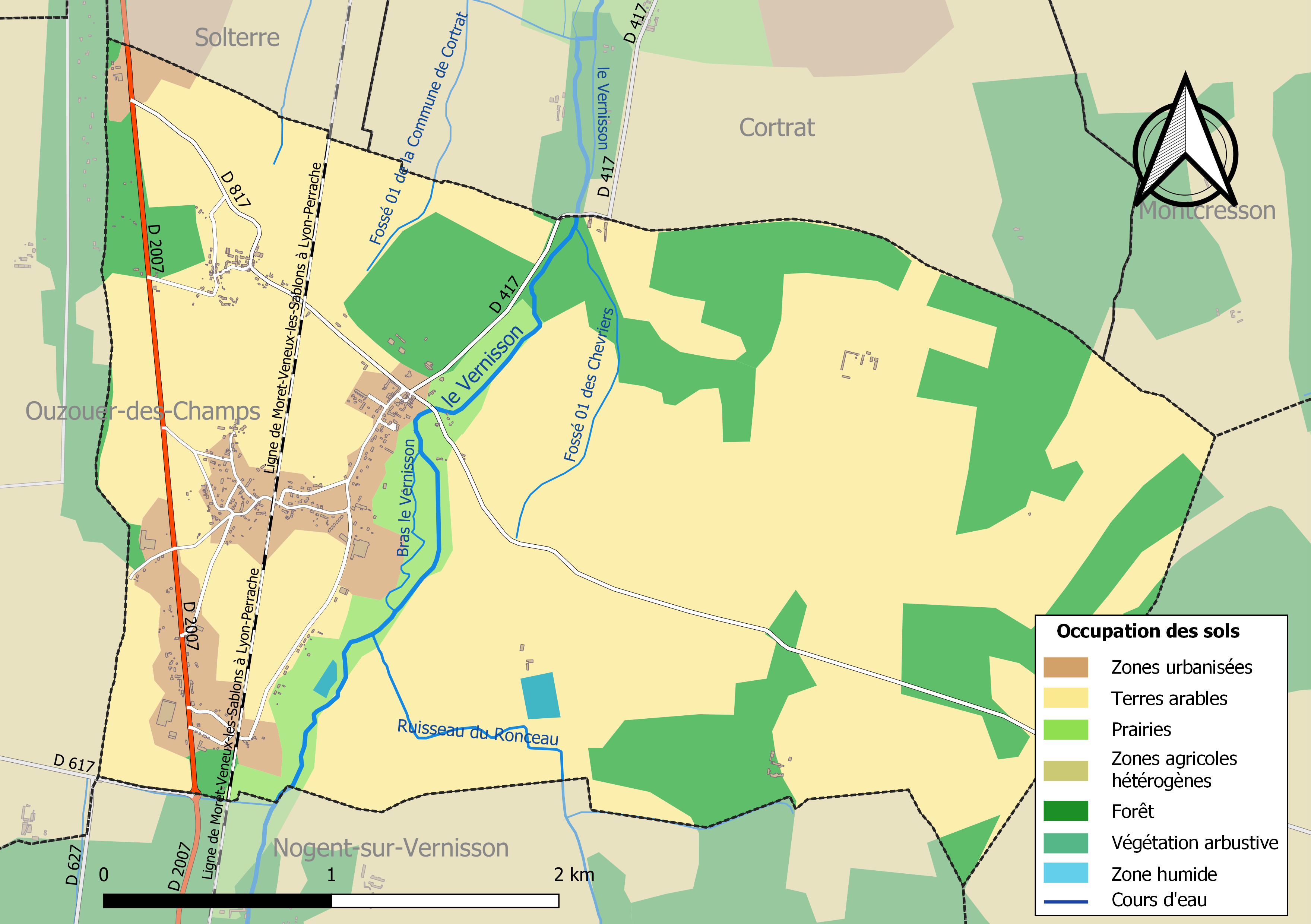
Carte des infrastructures et de l'occupation des sols de la commune en 2018 (CLC).
Carte orthophotographique de la commune en 2016.

### Hameaux et lieux-dits

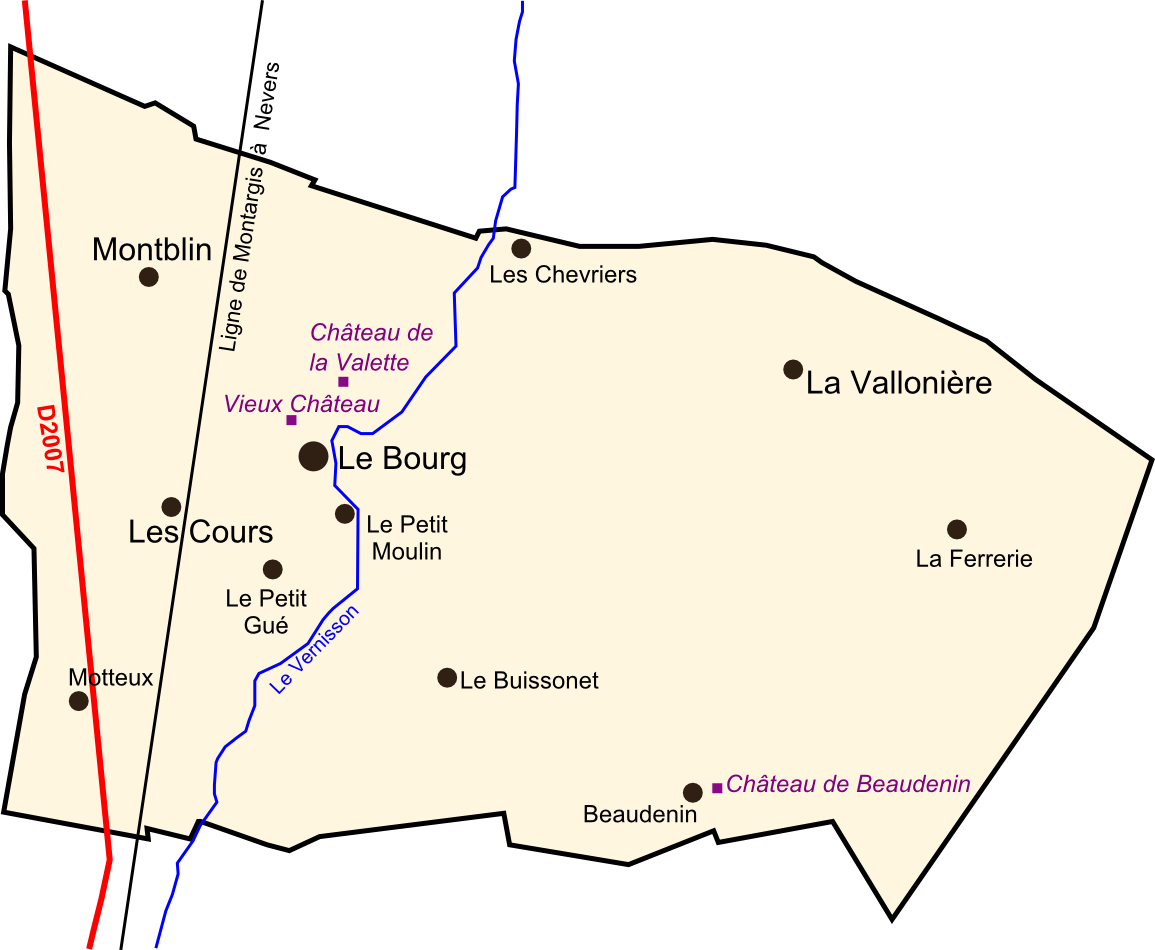
Principaux hameaux de Pressigny-les-Pins.

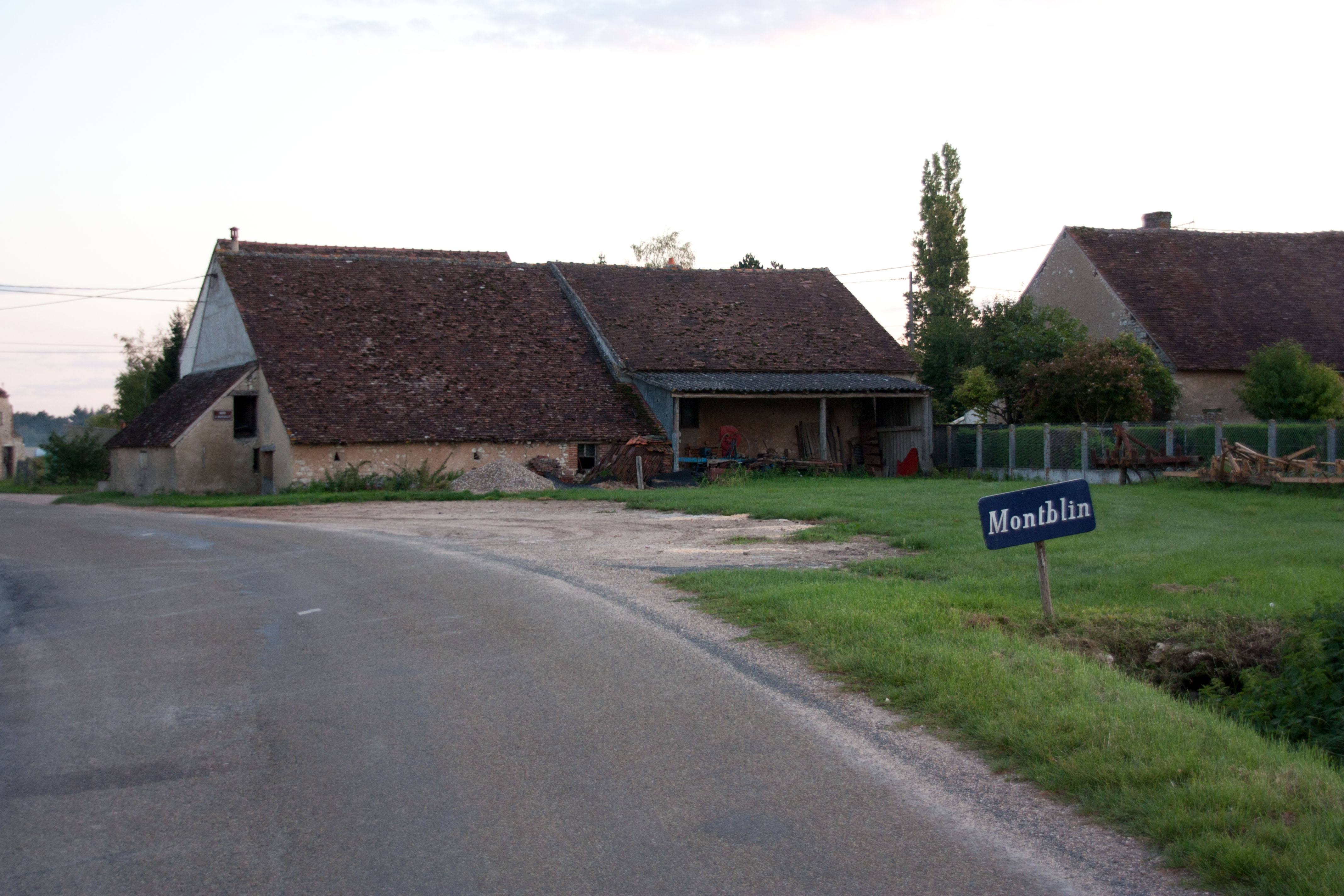
Entrée nord du hameau de Montblin.

Outre le Bourg, chef-lieu de la commune, les principaux hameaux et lieux-dits sont : les Beaudenin, le Buissonnet, les Chevriers, les Cours, la Ferrerie, le Fourneau, Montblin, les Motteux, le Moulin, le Petit-Gué, la Pouilleterie, le Renard, les Tailles, et la Vallonière. La plupart de ces hameaux sont situés sur la rive gauche du Vernisson. La ligne de chemin de fer sépare et isole nettement les hameaux situés dans la partie occidentale du territoire de la commune des autres hameaux. Le hameau des Cours étant même coupé en deux par la voie ferrée.

### Logements
En 2009, le nombre total de logements dans la commune était de 220.
Parmi ces logements, 174 (78,7 %) étaient des résidences principales, 29 (13,1 %) des résidences secondaires et 18 (8,2 %) des logements vacants. Ces logements étaient pour 99,6 % d'entre eux des maisons individuelles et pour 0,4 % des appartements.
La proportion des résidences principales, propriétés de leurs occupants était de 79,7 % (contre 75,3 % en 1999).

### Voies de communication et transports

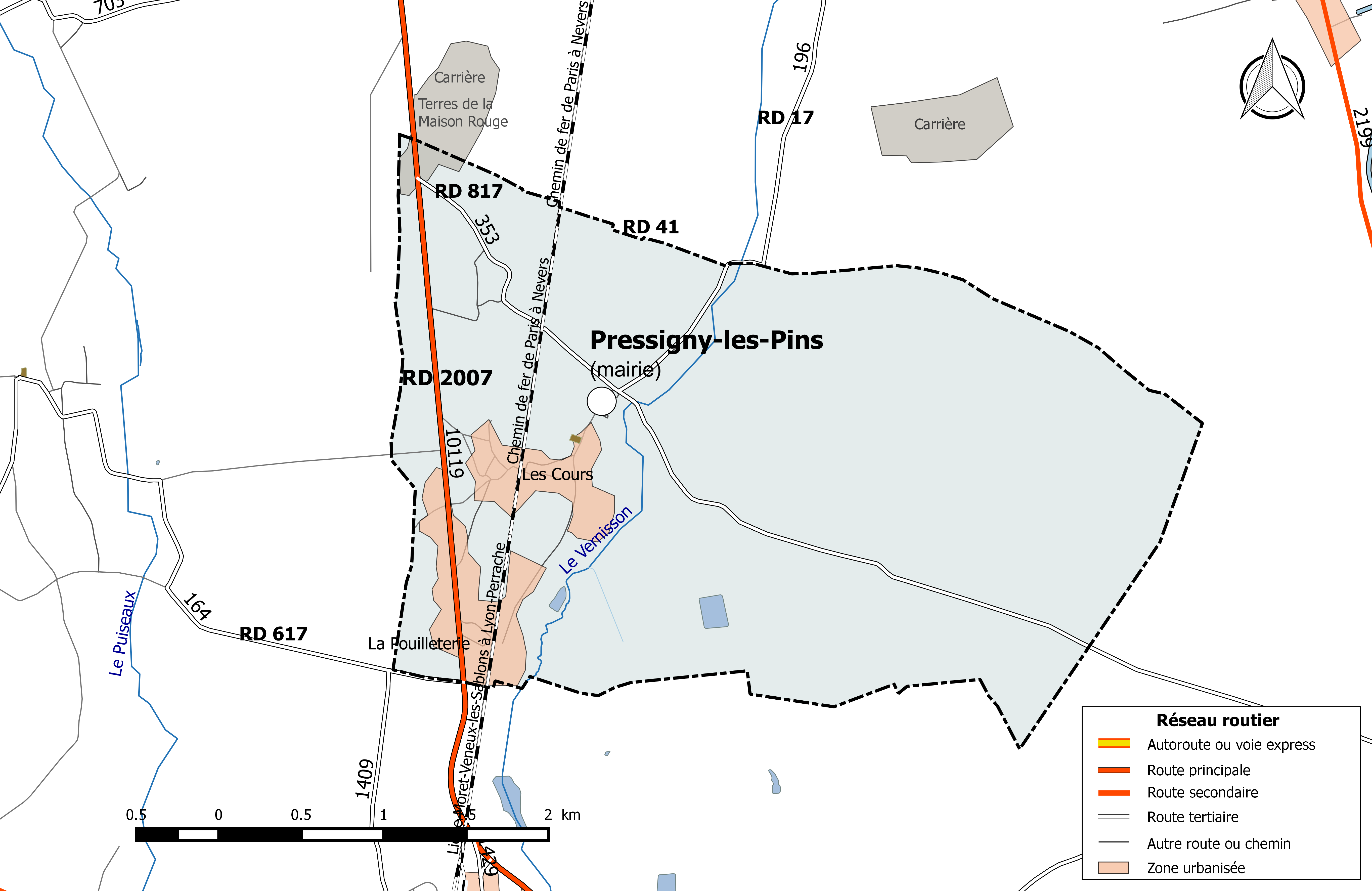
Réseau routier principal de la commune de Pressigny-les-Pins (avec indication du trafic routier 2014).

L'ancienne route nationale 7 (RN 7), actuelle route départementale D 2007 dans le département du Loiret, traverse du nord au sud la commune de Pressigny-les-Pins à l'ouest de son territoire. La route départementale D 817 relie la RN 7 au bourg de la commune, situé à environ 1,5 km à l'est de l'ancienne de l'ancienne nationale. La D 417, quant à elle, relie le  bourg et la ville de Cortrat. En outre, la commune est accessible par l'autoroute A77 dont la sortie 18.1 se situe environ 10 km au sud-ouest du bourg.
La ligne ferroviaire de Moret - Veneux-les-Sablons à Lyon-Perrache, traverse aussi la commune du nord au sud à l'ouest de son territoire. La gare ferroviaire de Nogent-sur-Vernisson, située à 2 km au sud de la commune, permet une liaison avec la gare de Lyon à Paris en 1 h 15 et Montargis en dix minutes environ.
Les cars du réseau de transports Ulys permettent des liaisons directes ou à la demande vers Amilly, Châtillon-Coligny, Montargis et Montcresson.

### Risques majeurs
La commune de Pressigny-les-Pins est vulnérable à différents aléas naturels : climatiques (hiver exceptionnel ou canicule), mouvements de terrain ou sismique (sismicité très faible). Elle est également exposée à un risque technologique : le risque de transport de matières dangereuses. 
Entre 1989 et 2019, trois arrêtés ministériels ayant porté reconnaissance de catastrophe naturelle ont été pris pour le territoire de la commune  : deux  pour des inondations et coulées de boue et un pour des mouvements de terrain.

#### Risques naturels
Le territoire de la commune peut être concerné par un risque d'effondrement de cavités souterraines non connues. Une cartographie départementale de l'inventaire des cavités souterraines et des désordres de surface a été réalisée. Il a été recensé sur la commune plusieurs effondrements de cavités.
Par ailleurs, le sol du territoire communal peut faire l'objet de mouvements de terrain liés à la sécheresse. Le phénomène de retrait-gonflement des argiles est la conséquence d'un changement d'humidité des sols argileux. Les argiles sont capables de fixer l'eau disponible mais aussi de la perdre en se rétractant en cas de sécheresse. Ce phénomène peut provoquer des dégâts très importants sur les constructions (fissures, déformations des ouvertures) pouvant rendre inhabitables certains locaux. Celui-ci a particulièrement affecté le Loiret après la canicule de l'été 2003. Une grande partie du territoire de la commune est exposée à un aléa « moyen » face à ce risque, selon l'échelle définie par le Bureau de recherches géologiques et minières (BRGM).
Depuis le 22 octobre 2010, la France dispose d'un nouveau zonage sismique divisant le territoire national en cinq zones de sismicité croissante. La commune, à l'instar de l'ensemble du département,  est concernée par un risque très faible.

#### Risques technologiques
La commune est exposée au risque de transport de matières dangereuses, en raison du passage sur son territoire d'un itinéraire routier structurant supportant un fort trafic (la route départementale D 2007),.

## Toponymie
Le nom de la localité est attesté sous les formes Prisciniacus en 840 - 843, Prisciniacus en 843, Pressigniacium en 1350 (selon le pouillé du diocèse de Sens), Précigni.
Le toponyme Pressigny-les-Pins est un composé basé sur le nom de personne latin Priscinus ou Priscinius (porté par un autochtone), suivi du suffixe gaulois de localisation et de propriété -acum. Le suffixe -acum fait souvent référence à une villa « domaine rural » qui, dans ce cas, était située à l'emplacement actuel du vieux château. Le déterminant complémentaire -les-Pins a été rajouté au lendemain de la Première Guerre mondiale pour éviter la confusion avec d'autres communes au nom similaire, de par la présence de massifs de pins sur la commune. En 1918, le conseil municipal avait initialement proposé le nom de « Pressigny-du-Loiret », cette proposition avait été rejetée par l'archiviste du département du Loiret.

## Histoire

### Protohistoire et Antiquité
Au IVe siècle, un Gaulois romanisé du nom de Pricinien (Pricinius) détient un domaine sur le territoire de l'actuelle commune de Pressigny-les-Pins à l'emplacement de la ferme du vieux château. Le nom de la commune est issu du nom de ce Gaulois, Prisciniacum en gallo-roman. La paroisse de Pressigny est créée deux siècles plus tard au cours du VIe siècle.

### Moyen Âge
Plusieurs fiefs se sont constitués au Moyen Âge : le Vieux-Château, Motteux, la Ferrerie et le Vieux-Chevrier. Ces fiefs dépendaient alors de la seigneurie de Praslins dont le château se situait sur le territoire de l'actuelle commune de Nogent-sur-Vernisson. À cette époque, le village de Pressigny se trouvait au hameau nommé les Cours. Le bourg actuel était en fait le mail du château, l'église faisait fonction d'église seigneuriale et le bois de La Valette était la garenne du château.
En août 1421, pendant la guerre de Cent Ans, le village de Pressigny est ravagé par les troupes du roi Henri V d'Angleterre.

### Époque moderne

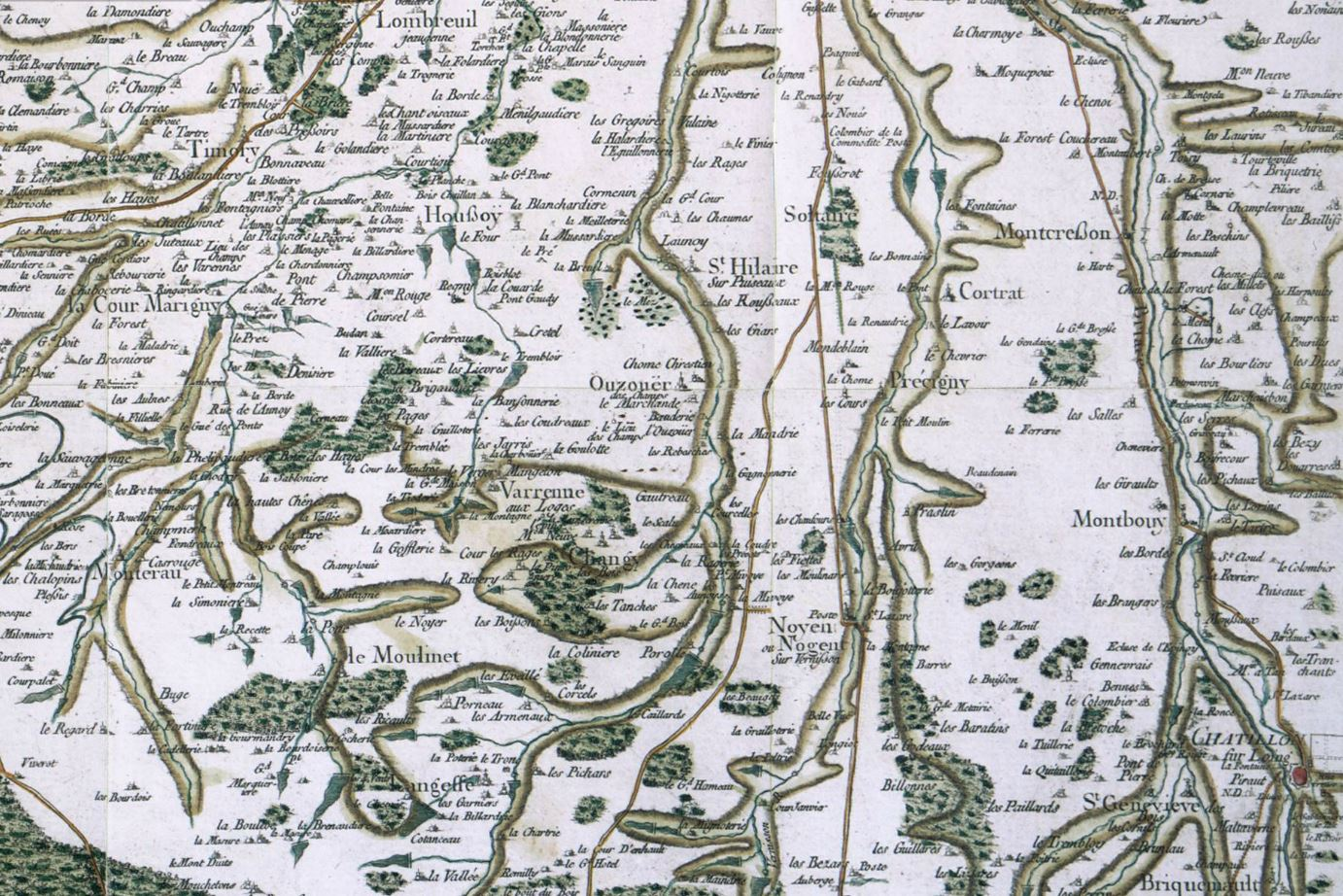
Carte de la région de Pressigny-les-Pins (Précigny) au XVIIIe siècle par Cassini.

Au XVIIe siècle, Pressigny dépendait de la seigneurie de Châtillon-sur-Loing (actuellement Châtillon-Coligny) qui appartenait aux Coligny, depuis 1432, puis aux Montmorency-Luxembourg. En 1696, le roi Louis XIV érige la seigneurie de Châtillon en duché en faveur de Paul Sigismond de Montmorency-Luxembourg,  comte de Luxe et fils du maréchal de Luxembourg.
En 1765, le marquis de Pressigny voulut construire un nouveau château dans sa garenne, mais la Révolution écarta ce premier projet. Il faudra attendre le XIXe siècle pour que le château de La Valette soit édifié.

### Époque contemporaine

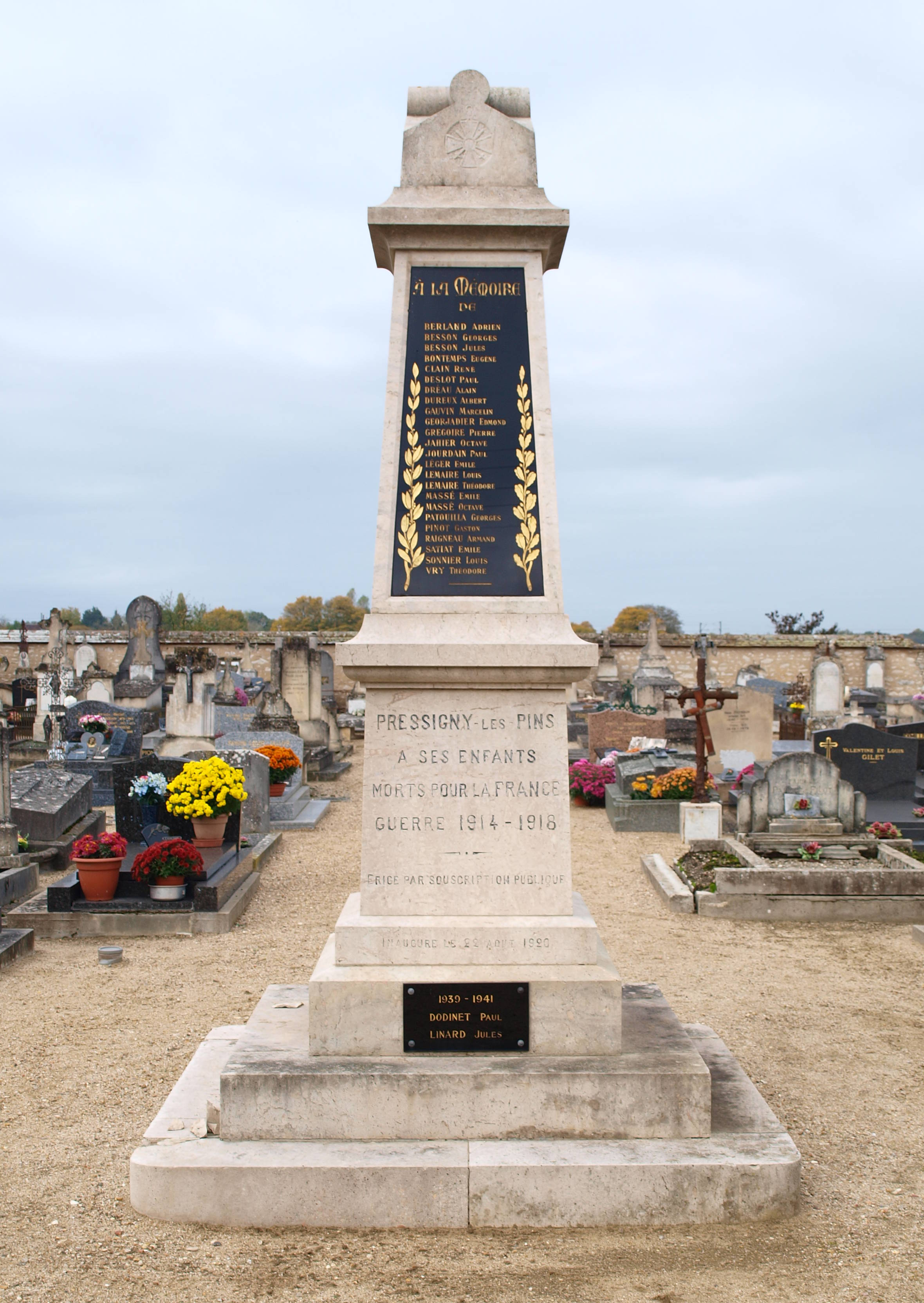
Monument aux morts de Pressigny-les-Pins inauguré le 22 août 1920.

En août  1914, la mobilisation générale rappelle plusieurs dizaines de Pressigniens sous les drapeaux. La Première Guerre mondiale se solde par un total de vingt-trois victimes parmi les habitants de la commune. Pour une population de 371 habitants recensés en 1911, vingt-trois  disparus représentent un taux de perte de 6,20 %.
Après l'armistice du 22 juin 1940, Pressigny-les-pins se retrouve en zone occupée et est contrainte de loger des soldats allemands dans les dépendances du vieux château. En 1942, apparaissent les premiers maquis de la région dont celui de Lorris qui fait partie du réseau Buckmaster. La Résistance réalise des déraillements de trains sur la voie ferrée traversant la commune. Le 20 août 1944, cinq cyclistes allemands sont pris en embuscade par un groupe d'une trentaine de résistants au lieu-dit « les Renards ». En représailles, les Allemands envahissent le village de Pressigny-les-Pins et abattent cinq combattants des FFI.

## Politique, administration et services

### Découpage territorial

#### Bloc communal: Commune et intercommunalités
La paroisse de Pressigny, nommée Précigny sur la carte de Cassini, acquiert le statut de municipalité avec le  décret du 12 novembre 1789 de l'Assemblée Nationale puis celui de « commune », au sens de l'administration territoriale actuelle, par le décret de la Convention nationale du 10 brumaire an II (31 octobre 1793). Il faut toutefois attendre la loi du 5 avril 1884 sur l'organisation municipale pour qu'un régime juridique uniforme soit défini pour toutes les communes de France, point de départ de l’affirmation progressive des communes face au pouvoir central.
La commune de Pressigny, orthographiée « Précigny » dans l'arrêté de 1801, change de dénomination en 1919 et prend le nom de Pressigny-les-Pins. Aucun événement de restructuration majeure du territoire, de type suppression, cession ou réception de territoire, n'a affecté la commune depuis sa création.

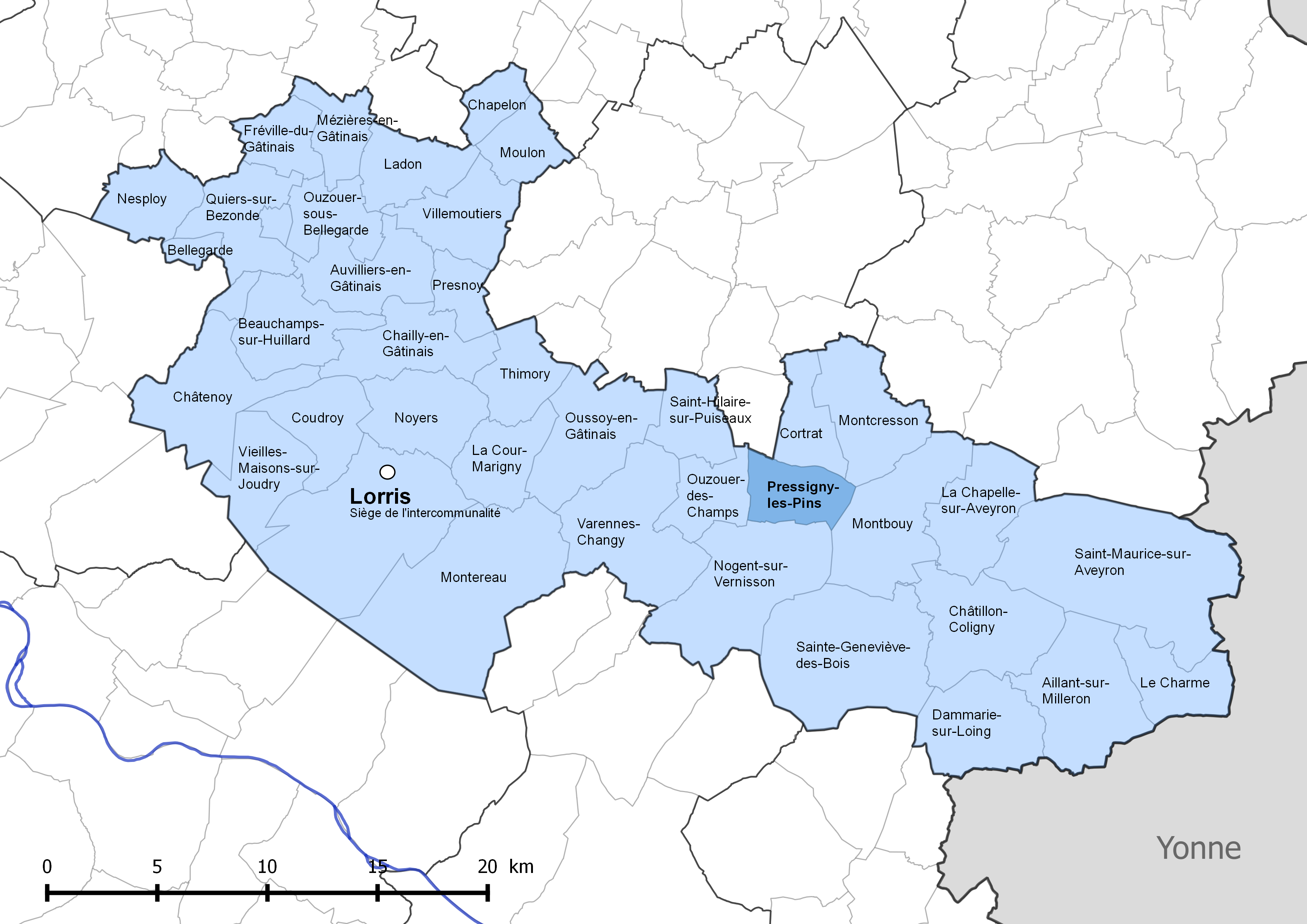
Localisation de la commune de Pressigny-les-Pins dans la communauté de communes Canaux et forêts en Gâtinais.

La communauté des Quatre-Rivières ou district urbain de Châtillon-Coligny, créé le 6 juillet 1965,  est transformée en communauté de communes de Châtillon-Coligny par arrêté préfectoral du 26 décembre 2001. Pressigny-les-Pins fait alors partie des douze communes qui composent cette nouvelle intercommunalité. La commune est également membre du syndicat mixte du pays Gâtinais, structure intercommunale regroupant 73 communes du département du Loiret. Elle appartient à d'autres établissements publics de coopération intercommunale, de type syndicats ou autres regroupements intercommunaux. Le découpage territorial de ces structures est en constante évolution dans une perspective de rationalisation et d'efficience des services.
Afin de renforcer et réduire le nombre d'intercommunalités en France, la loi du 7 août 2015 portant nouvelle organisation territoriale de la République (dite loi NOTRe) fait passer le seuil démographique minimal de 5 000 à 15 000 habitants pour constituer une intercommunalité, sauf exceptions. Le schéma départemental de coopération intercommunale du Loiret est arrêté sur ces bases le 30 mars 2016 et le nombre d'établissements publics de coopération intercommunale à fiscalité propre passe dans le département du Loiret de 28 (2 communautés d'agglomération et 26 communautés de communes) à 16 (deux communautés d'agglomération et 14 communautés de communes dont une interdépartementale). Les communautés de communes du canton de Lorris et canton de Châtillon-Coligny et du Bellegardois fusionnent ainsi à compter du 1er janvier 2017 en une seule entité : la communauté de communes Canaux et forêts en Gâtinais, dont le siège est à Lorris. Cette nouvelle intercommunalité comprend 38 communes dont  Pressigny-les-Pins.

#### Circonscriptions de rattachement
Sous l'Ancien Régime, à la veille des États généraux de 1789, la paroisse de Pressigny était rattachée sur le plan ecclésiastique de l'ancien diocèse de Sens et sur le plan judiciaire au bailliage de Montargis.
La loi du 22 décembre 1789 divise le pays en 83 départements découpés chacun en six à neuf districts eux-mêmes découpés en cantons regroupant des communes. Les districts, tout comme les départements, sont le siège d’une administration d’État et constituent à ce titre des circonscriptions administratives. La commune de Pressigny-les-Pins est alors incluse dans le canton de Nogen-sur-Vernisson, le district de Montargis et le département du Loiret.
La recherche d’un équilibre entre la volonté d’organiser une administration dont les cadres permettent l’exécution et le contrôle des lois d’une part, et la volonté d’accorder une certaine autonomie aux collectivités de base (paroisses, bourgs, villes) d’autre part, s’étale de 1789 à 1838. Les découpages territoriaux évoluent ensuite au gré des réformes visant à décentraliser ou recentraliser l'action de l'État. La régionalisation fonctionnelle des services de l'État (1945-1971) aboutit à la création de régions. L'acte I de la décentralisation de 1982-1983 constitue une étape importante en donnant l'autonomie aux collectivités territoriales, régions, départements et communes. L'acte II intervient en 2003-2006, puis l'acte III en 2012-2015.
Le tableau suivant présente les rattachements, au niveau infra-départemental, de la commune de Pressigny-les-Pins aux différentes circonscriptions administratives et électorales ainsi que l'historique de l'évolution de leurs territoires.
| Circonscription             | Nom                 | Période   | Type                         | Évolution du découpage territorial |
| --------------------------- | ------------------- | --------- | ---------------------------- | --- |
| District                    | Montargis           | 1790-1795 | Administrative               | La commune est rattachée au district de Montargis de 1790 à 1795,. La Constitution du 5 fructidor an III, appliquée à partir de vendémiaire an IV (1795) supprime les districts, rouages administratifs liés à la Terreur, mais maintient les cantons qui acquièrent dès lors plus d'importance. |
| Canton                      | Nogen-sur-Vernisson | 1790-1801 | Administrative et électorale | Le 10 février 1790, la municipalité de Pressigny-les-Pins est rattachée au canton de Nogen sur Vernisson. Les cantons acquièrent une fonction administrative avec la disparition des districts en 1795. |
| Canton                      | Châtillon-sur-Loing | 1801-2015 | Administrative et électorale | Sous le Consulat, un redécoupage territorial visant à réduire le nombre de justices de paix ramène le nombre de cantons dans le Loiret de 59 à 31. Pressigny-les-Pins est alors rattachée par arrêté du 9 vendémiaire an X (30 septembre 1801) au canton de Châtillon-sur-Loing,, qui devient canton de Châtillon-Coligny en 1896. |
| Canton                      | Lorris              | 2015-     | Électorale                   | La loi du 17 mai 2013 et ses décrets d'application publiés en février et mars 2014 introduisent un nouveau découpage territorial pour les élections départementales. La commune est alors rattachée au nouveau canton de Lorris. Depuis cette réforme, plus aucun service de l'État n'exerce sa compétence sur un territoire s'appuyant sur le nouveau découpage cantonal. Le canton a disparu en tant que circonscription administrative de l'État ; il est désormais uniquement une circonscription électorale dédiée à l'élection d'un binôme de conseillers départementaux siégeant au conseil départemental. |
| Arrondissement              | Montargis           | 1801-     | Administrative               | Pressigny-les-Pins est rattachée à l'arrondissement de Montargis depuis sa création en 1801,. |
| Circonscription législative | 4e circonscription  | 2010-     | Électorale                   | Lors du découpage législatif de 1986, le nombre de circonscriptions législatives passe dans le Loiret de 4 à 5. Un nouveau redécoupage intervient en 2010 avec la loi du 23 février 2010. En attribuant un siège de député « par tranche » de 125 000 habitants, le nombre de circonscriptions par département varie désormais de 1 à 21,. Dans le Loiret, le nombre de circonscriptions passe de cinq à six. La réforme n'affecte pas Pressigny-les-Pins qui reste rattachée à la quatrième circonscription. |

#### Collectivités de rattachement
La commune de Pressigny-les-Pins est rattachée sur le plan administratif au département du Loiret et à la région Centre-Val de Loire, à la fois circonscriptions administratives de l'État et collectivités territoriales.

### Politique et administration municipale

#### Conseil municipal et maire
Depuis les élections municipales de 2014, le conseil municipal de Pressigny-les-Pins, commune de moins de 1 000 habitants, est élu au scrutin majoritaire plurinominal à deux tours, les électeurs pouvant modifier les listes, panacher, ajouter ou supprimer des candidats sans que le vote soit nul,  pour un mandat de six ans renouvelable. Il est composé de 11 membres. L'exécutif communal est constitué par le maire, élu par le conseil municipal parmi ses membres, pour un mandat de six ans, c'est-à-dire pour la durée du mandat du conseil.
| Période                                  | Période      | Identité                  | Étiquette | Qualité        |
| ---------------------------------------- | ------------ | ------------------------- | --------- | -------------- |
| 1794                                     | ?            | Michel Claudel            |           |                |
| Avant 1800                               | ?            | Pierre de Cain            |           |                |
| 1800                                     | 1804         | Nicolas Mahuet            |           |                |
| 1812                                     | ?            | Rossignol                 |           |                |
| Vers 1854                                | ?            | Marie-Antoine Delannoy    |           |                |
| 1883                                     | 1888         | Alexandre Genet           |           |                |
| 1888                                     | 1899         | Léonce de Raismes         |           |                |
| 1899                                     | 1900         | Alexandre Bergeron        |           |                |
| 1900                                     | 1905         | Louis le Charme           |           |                |
| 1905                                     | 1907         | Auguste Roux              |           |                |
| 1907                                     | 1942         | Charles Lavie             |           |                |
| 1942                                     | 1958         | Maurice Lavie             |           |                |
| 1958                                     | 1965         | Henri Genet               |           |                |
| 1965                                     | 1977         | Kléber Minier             |           |                |
| 1977                                     | 1994         | Victor Serge Petitlaurent |           |                |
| 1994                                     | 1999         | Henri Bardet              |           |                |
| 1999                                     | 2001         | Pierre Quinet             |           |                |
| 2001                                     | 2014         | Brieuc Nicolas            | SE        |                |
| mars 2014                                | juillet 2020 | Brigitte Lefebvre         |           | Artisan        |
| juillet 2020                             | En cours     | Alain Deprun,             |           | Ancien employé |
| Les données manquantes sont à compléter. |              |                           |           |                |

#### Finances communales
L’Insee attribue à la commune le code 45 1 8 257. La commune de Pressigny-les-pins est enregistrée au répertoire des entreprises sous le code SIREN 214 502 577. Son activité est enregistrée sous le code APE 8411Z.
En 2014, la commune disposait d’un budget de 392 000 € dont 378 000 € de fonctionnement et 14 000 € d’investissement financés à 49,99 % par les impôts locaux avec des taux d’imposition fixés à 12,93 % pour la taxe d'habitation et 16,97 % et 63,26 %  pour la taxe foncière sur le bâti et le non-bâti. Cette même année, la dette cumulée de la commune s’élevait à 320 000 €.
En septembre 2002, la municipalité de Pressigny-les-Pins achète à l'État espagnol le château de La Valette, dont le parc de 38 hectares et le château sont situés sur le territoire de la commune, pour un montant de 609 000 euros. Le projet de la commune était d'éviter une opération immobilière qui aurait conduit au morcellement du domaine, et de procéder par la suite à la remise en valeur du château. Pour financer cette acquisition, la commune contracte un emprunt bancaire dont le remboursement va fortement peser sur les comptes de la commune. Le montant de la dette est alors de 920 000 euros en 2002 alors qu'il était de 179 000 euros en 2001. Le 7 mai 2009, le préfet du Loiret, saisit la Chambre régionale des comptes du Centre-Val de Loire pour défaut d’équilibre réel du budget 2009 de la commune. Dans son avis du 11 juin 2009, la Chambre régionale des comptes statue sur la recevabilité de la saisine du préfet et propose des mesures pour rétablir le budget de la commune. Ces mesures sont prises en compte par la commune lors de son conseil municipal du 7 juillet 2009, la Chambre régionale des comptes en prend alors acte dans son avis du 28 juillet 2009 et les accepte. La municipalité procède alors en à une hausse importante des différents taux des impôts locaux afin d'obtenir de nouvelles recettes. Ainsi en 2009, la part communale de ces impôts (taxe d'habitation, taxe sur le foncier bâti, taxe sur le foncier non bâti) augmente de 120 %. En février 2012, la municipalité revend le château et son domaine à un promoteur immobilier en vue de la création d'un « lieu de vie intergénérationnel ». Cette vente permet à la commune de redresser ses comptes et de se désendetter,.
| Années                                                                                         | Fonctionnement | Fonctionnement | Fonctionnement | Fonctionnement | Investissement | Investissement | Investissement | Total Recettes | Total Dépenses | Endettement | Endettement |
| Années                                                                                         | Produits       | Charges        | CAF nette      | Résultat       | Ressources     | Emplois        | Résultat       | Total Recettes | Total Dépenses | Dette       | Annuité     |
| ---------------------------------------------------------------------------------------------- | -------------- | -------------- | -------------- | -------------- | -------------- | -------------- | -------------- | -------------- | -------------- | ----------- | ----------- |
| 2000                                                                                           | 337            | 226            | 95             | 111            | 57             | 101            | -44            | 394            | 327            | 197         | 30          |
| 2001                                                                                           | 288            | 242            | 27             | 46             | 77             | 151            | -74            | 365            | 393            | 179         | 32          |
| 2002                                                                                           | 300            | 248            | 25             | 52             | 931            | 864            | 67             | 1231           | 1112           | 920         | 48          |
| 2003                                                                                           | 340            | 294            | 3              | 46             | 86             | 61             | 25             | 426            | 355            | 880         | 76          |
| 2004                                                                                           | 366            | 297            | 21             | 69             | 82             | 114            | -32            | 448            | 411            | 833         | 82          |
| 2005                                                                                           | 305            | 248            | 7              | 57             | 80             | 82             | -2             | 385            | 330            | 782         | 84          |
| 2006                                                                                           | 422            | 325            | 45             | 97             | 165            | 99             | 66             | 587            | 424            | 728         | 86          |
| 2007                                                                                           | 383            | 452            | -125           | -69            | 169            | 122            | 47             | 552            | 574            | 751         | 88          |
| 2008                                                                                           | 350            | 458            | -154           | -108           | 127            | 79             | 48             | 477            | 537            | 762         | 83          |
| 2009                                                                                           | 358            | 292            | -45            | 66             | 96             | 124            | -28            | 454            | 416            | 733         | 144         |
| 2010                                                                                           | 365            | 343            | -13            | 22             | 17             | 64             | -47            | 382            | 407            | 698         | 59          |
| 2011                                                                                           | 367            | 345            | -40            | 22             | 89             | 86             | 3              | 456            | 431            | 695         | 88          |
| 2012                                                                                           | 1463           | 1593           | -382           | -130           | 1114           | 366            | 748            | 2 577          | 1 959          | 357         | 300         |
| 2013                                                                                           | 486            | 360            | 112            | 126            | 12             | 199            | -187           | 498            | 559            | 339         | 36          |
| 2014                                                                                           | 378            | 384            | -25            | -6             | 12             | 199            | -39            | 392            | 497            | 320         | 36          |
| Note : CAF nette = Capacité d'autofinancement nette du remboursement en capital des emprunts.. |                |                |                |                |                |                |                |                |                |             |             |

|                                                                                                | 2000    | 2001    | 2002    | 2003    | 2004    | 2005    | 2006    | 2007    | 2008    | 2009    | 2010    | 2011    | 2012    | 2013    | 2014    |
| ---------------------------------------------------------------------------------------------- | ------- | ------- | ------- | ------- | ------- | ------- | ------- | ------- | ------- | ------- | ------- | ------- | ------- | ------- | ------- |
| TH                                                                                             | 5,95 %  | 5,95 %  | 6,09 %  | 6,09 %  | 6,24 %  | 6,40 %  | 6,56 %  | 6,72 %  | 6,89 %  | 15,21 % | 15,21 % | 15,21 % | 12,93 % | 12,93 % | 12,93 % |
| TFb                                                                                            | 7,82 %  | 7,82 %  | 7,82 %  | 8,01 %  | 8,21 %  | 8,41 %  | 8,62 %  | 8,83 %  | 9,05 %  | 19,97 % | 19,97 % | 19,97 % | 16,97 % | 16,97 % | 16,97 % |
| TFnb                                                                                           | 29,15 % | 29,15 % | 29,15 % | 29,84 % | 30,58 % | 31,34 % | 32,12 % | 32,90 % | 33,72 % | 74,42 % | 74,42 % | 74,42 % | 63,26 % | 63,26 % | 63,26 % |
| TH : taxe d'habitation, TFb : taxe foncière sur le bâti, TFnb : taxe foncière sur le non bâti. |         |         |         |         |         |         |         |         |         |         |         |         |         |         |         |

| Évolution et nature des ressources d'investissement | Évolution de la dette |
| --------------------------------------------------- | --------------------- |
|                                                     |                       |

Le tableau des comptes de la commune, ainsi que les graphiques de l'évolution des ressources d'investissement et de la dette sur la période 2002 à 2014, mettent en évidence les conséquences de l'emprunt de 2002 effectué pour l'achat du château sur les finances de la commune sur toute la période : fort endettement, déficits chroniques des budgets de fonctionnement et d'investissement, faible capacité d'autofinancement, voire négative certaine années. La revente du château en 2012 permet de diminuer en partie l'endettement, mais celui-ci reste toutefois conséquent en regard des faibles ressources de la commune.

### Services publics
La commune de Pressigny-les-Pins ne dispose pas de services publics sur son territoire. Le bureau de poste le plus proche se trouve à Nogent-sur-Vernisson.
La sécurité de la commune est assurée par la brigade de gendarmerie nationale de Châtillon-Coligny. Le centre de secours le plus proche est celui de Nogent-sur-Vernisson.
Pressigny-les-Pins relève du tribunal d'instance et du tribunal de grande instance de Montargis, de la Cour d'appel d'Orléans, du tribunal pour enfants de Montargis, du conseil de prud'hommes de Montargis, du tribunal de commerce d'Orléans, du tribunal administratif d'Orléans et de la Cour administrative d'appel de Nantes.

### Jumelages
Au 1er janvier 2013, Pressigny-les-Pins n'est jumelée avec aucune commune.

## Équipements et services

### Environnement

#### Gestion des déchets
En  2016, la commune est membre du syndicat mixte de collecte et de traitement des ordures ménagères des cantons de Gien, Châtillon Coligny, Briare et Châtillon-sur-Loire (SMICTOM). Celui-ci assure la collecte et le traitement des ordures ménagères résiduelles, des emballages ménagers recyclables  et des encombrants en porte à porte et du verre en points d’apport volontaire. Un réseau de sept déchèteries accueille les encombrants et autres déchets spécifiques (déchets verts, déchets dangereux, gravats, ferraille, cartons…). La déchèterie la plus proche est située sur la commune de Nogent-sur-Vernisson,. L'élimination et la valorisation énergétique des déchets ménagers et de ceux issus de la collecte sélective sont effectuées par le SYCTOM de Gien-Châteauneuf-sur-Loire qui comprend un centre de transfert de déchets ménagers et un centre de stockage de déchets ultimes (CSDU) de classe II à Saint-Aignan-des-Gués ainsi qu'une usine d’incinération des ordures ménagères à Gien-Arrabloy.
Depuis le 1er janvier 2017, la « gestion des déchets ménagers » ne fait plus partie des compétences de la commune mais est une compétence obligatoire de la communauté de communes Canaux et Forêts en Gâtinais en application de la loi NOTRe du 7 août 2015.

#### Production et distribution d'eau
Le service public d’eau potable est une compétence obligatoire des communes depuis l’adoption de la loi du 30 décembre 2006 sur l’eau et les milieux aquatiques. Au 31 décembre 2016, la production et la distribution de l'eau potable sur le territoire communal sont assurées par le  la commune elle-même la commune elle-même.
La loi NOTRe du 7 août 2015 prévoit que le transfert des compétences « eau et assainissement » vers les communautés de communes sera obligatoire à compter du 1er janvier 2020. Le transfert d’une compétence entraîne  de  facto la mise à disposition gratuite de plein droit des biens, équipements et services publics utilisés, à la date du transfert, pour l'exercice de ces compétences et la substitution de la communauté dans les droits et obligations des communes,.

#### Assainissement
L’assainissement non collectif (ANC) désigne les installations individuelles de traitement des eaux domestiques qui ne sont pas desservies par un réseau public de collecte des eaux usées et qui doivent en conséquence traiter elles-mêmes leurs eaux usées avant de les rejeter dans le milieu naturel. La communauté de communes de Châtillon-Coligny a créé, par transfert de compétences de ses communes adhérentes, le 31 décembre 2005 le service public d'assainissement non collectif (SPANC). Celui-ci a pour mission de contrôler les installations neuves et existantes, la mise en place d’un service de vidange et la réhabilitation des installations,. Depuis le 1er janvier 2017, c'est la communauté de communes Canaux et Forêts en Gâtinais, issue de la fusion de la communauté de communes du canton de Lorris, de la communauté de communes de Châtillon-Coligny et de la communauté de communes du Bellegardois, qui assure, par substitution, le SPANC.

### Enseignement

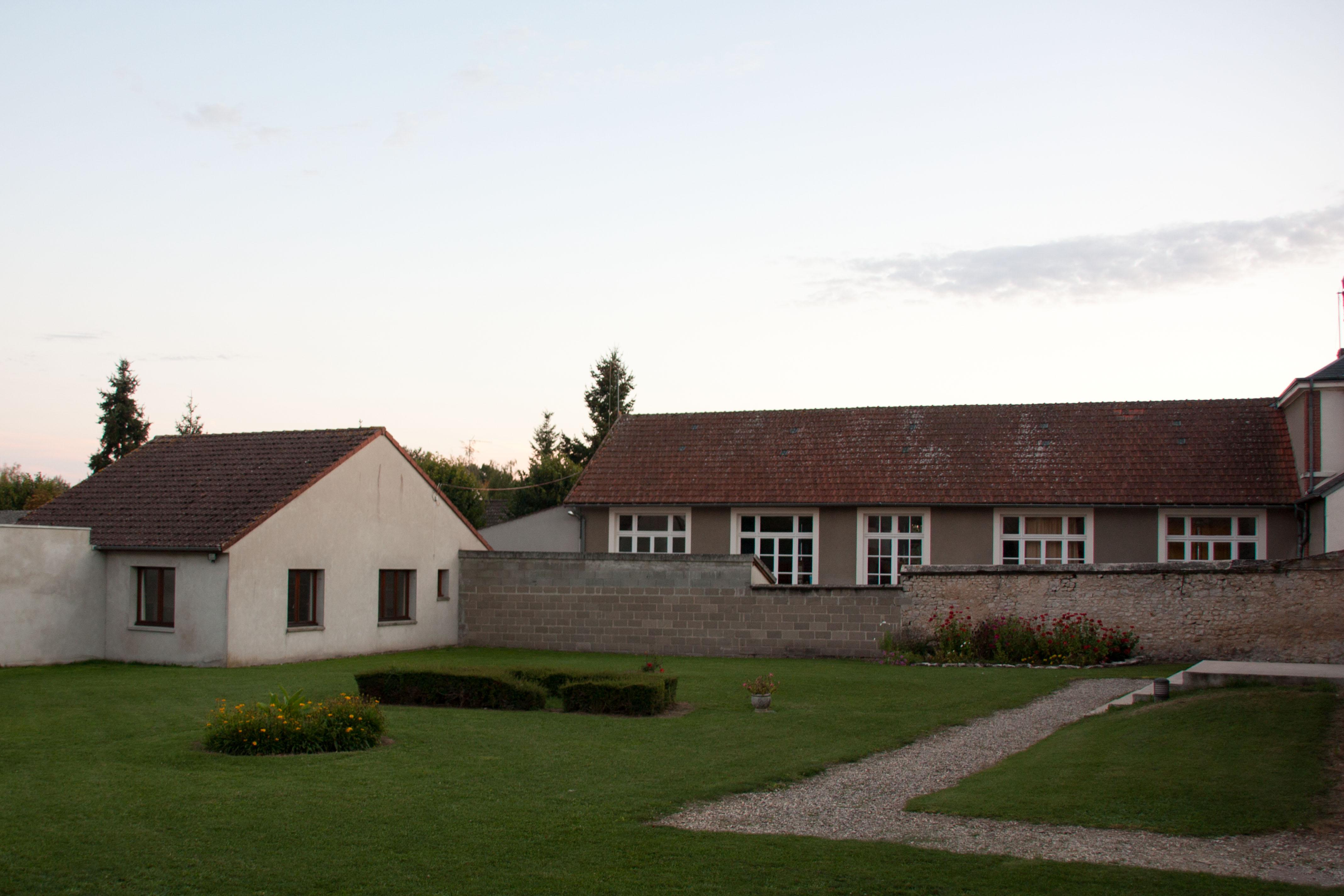
L'école de Pressigny-les-Pins.

Les élèves de Pressigny-les-Pins sont rattachés à l’académie d'Orléans-Tours. La commune dispose d'une école primaire constituée d'une école maternelle et d'une école élémentaire. Le collège de secteur est situé à Châtillon-Coligny et le lycée à Montargis.

### Santé
Aucun établissement de santé n’est implanté à Pressigny-les-Pins. Les médecins, les chirurgiens-dentistes ainsi que les pharmacies les plus proches se situent à Nogent-sur-Vermisson et à Montcresson. L'hôpital le plus proche est celui du Centre hospitalier de la région Montargoise situé à Amilly.

## Population et société

### Démographie
L'évolution du nombre d'habitants est connue à travers les recensements de la population effectués dans la commune depuis 1793. Pour les communes de moins de 10 000 habitants, une enquête de recensement portant sur toute la population est réalisée tous les cinq ans, les populations de référence des années intermédiaires étant quant à elles estimées par interpolation ou extrapolation. Pour la commune, le premier recensement exhaustif entrant dans le cadre du nouveau dispositif a été réalisé en 2006.
En 2022, la commune comptait 530 habitants, en évolution de +6,43 % par rapport à 2016 (Loiret : +1,89 %, France hors Mayotte : +2,11 %).
| 1793 | 1800 | 1806 | 1821 | 1831 | 1836 | 1841 | 1846 | 1851 |
| ---- | ---- | ---- | ---- | ---- | ---- | ---- | ---- | ---- |
| 220  | 232  | 231  | 256  | 260  | 290  | 298  | 301  | 343  |

| 1856 | 1861 | 1866 | 1872 | 1876 | 1881 | 1886 | 1891 | 1896 |
| ---- | ---- | ---- | ---- | ---- | ---- | ---- | ---- | ---- |
| 364  | 409  | 420  | 420  | 432  | 374  | 430  | 495  | 432  |

| 1901 | 1906 | 1911 | 1921 | 1926 | 1931 | 1936 | 1946 | 1954 |
| ---- | ---- | ---- | ---- | ---- | ---- | ---- | ---- | ---- |
| 408  | 418  | 371  | 353  | 353  | 332  | 303  | 338  | 379  |

| 1962 | 1968 | 1975 | 1982 | 1990 | 1999 | 2006 | 2011 | 2016 |
| ---- | ---- | ---- | ---- | ---- | ---- | ---- | ---- | ---- |
| 376  | 321  | 340  | 361  | 396  | 383  | 412  | 471  | 498  |

| 2021 | 2022 | - | - | - | - | - | - | - |
| ---- | ---- | - | - | - | - | - | - | - |
| 520  | 530  | - | - | - | - | - | - | - |

### Manifestations culturelles et festivités
La ville dispose d'une salle polyvalente : la salle Petitlaurent, du nom d'un ancien maire de la commune, et d'une bibliothèque permettant la consultation ou l'emprunt de livres, de documents et de CD audio.
Depuis 2016, l'association Urban Art Paris, a investi le domaine de La Valette on y créant un festival de street art international, le LaBel Valette Fest.

### Sports
La commune dispose d'un stand de tir à la carabine et au pistolet.

### Médias
Le quotidien régional La République du Centre et l'hebdomadaire régional Le Journal de Gien, relatent les informations locales. La commune est en outre dans le bassin d’émission des chaînes de télévision France 3 Centre-Val de Loire. L’information institutionnelle est assurée par plusieurs publications périodiques : Loiret.mag le journal du Conseil général du Loiret et O’Centre ma région, le journal du Conseil régional du Centre.

### Cultes
La commune de Pressigny-les-Pins fait partie du groupement paroissial catholique de Montcresson, dans la doyenné du Montargois, au sein du diocèse d'Orléans. Elle dispose de l'église  Saint-Pierre-et-Saint-Marc.

## Économie

### Emplois, revenus et niveau de vie
En 2009, la population active de Pressigny-les-Pins est de 220 personnes pour une population totale de 437 habitants, soit 61,78 % de la population. La population active occupée (ayant un emploi) est de 198 personnes et la population active inoccupée (au chômage) est de 22 personnes. Le taux de chômage étant de 8,2 % de la population active.
|                           | Nb. Personnes | Pourcentage |
| Population active         | 220           | 81,4 %      |
| Actifs ayant un emploi    | 198           | 73,2 %      |
| Chômeurs                  | 22            | 8,2 %       |
| Population inactive       | 50            | 18,6 %      |
| Élèves, étudiants         | 12            | 4,5 %       |
| Retraités ou préretraités | 20            | 7,6 %       |
| Autres inactifs           | 18            | 6,5 %       |

La population de  Pressigny-les-Pins était constituée en 2009 de 174 ménages. Cent trente-huit ménages pressigniens étaient propriétaires de leur logement (79,7 %), trente-deux étaient locataires (18,7 %) trois ménages étaient logé gratuitement.
Toujours en 2009, le nombre de foyer fiscaux était de 251, dont 155 (61,8 %) étaient assujettis à l’impôt sur le revenu. Le revenu net déclaré moyen dans la commune s’élevait à 24 297 € et l'impôt moyen était de 1 094 €.

### Entreprises et agriculture
En janvier 2011, dix-sept entreprises sont installées à Pressigny ;
deux dans le secteur de l'industrie, 
trois dans le secteur de la construction,  
neuf dans les secteurs du commerce, des transports et des services divers, 
et trois dans les secteurs de l'administration publique, l'enseignement, la santé et action sociale.
De même, en janvier 2011, Pressigny comptait neuf établissements agricoles, sylvicoles ou piscicoles.

## Culture locale et patrimoine

### Patrimoine environnemental
- L'étang des Tailles.

### Patrimoine architectural

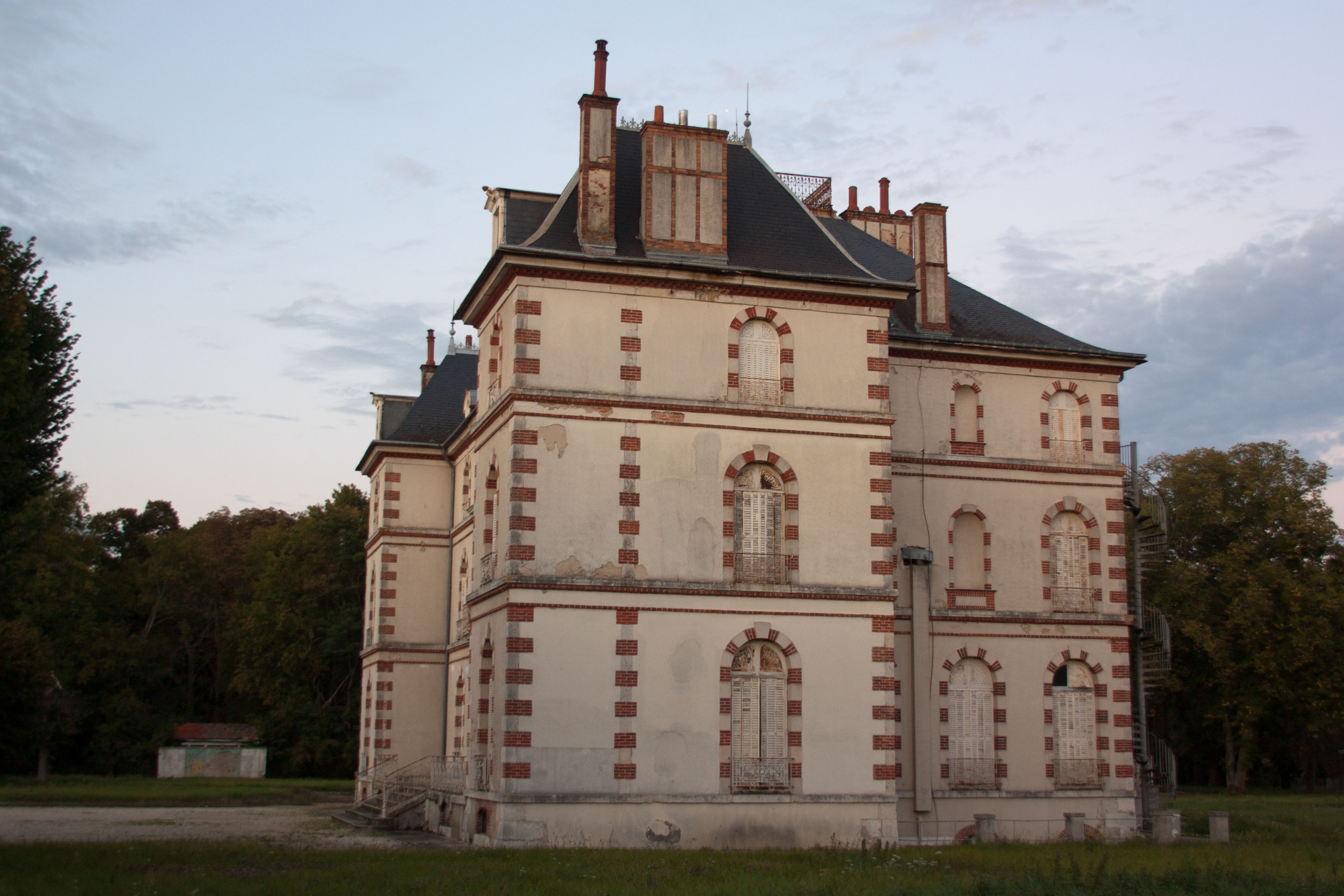
Le château de la Valette.

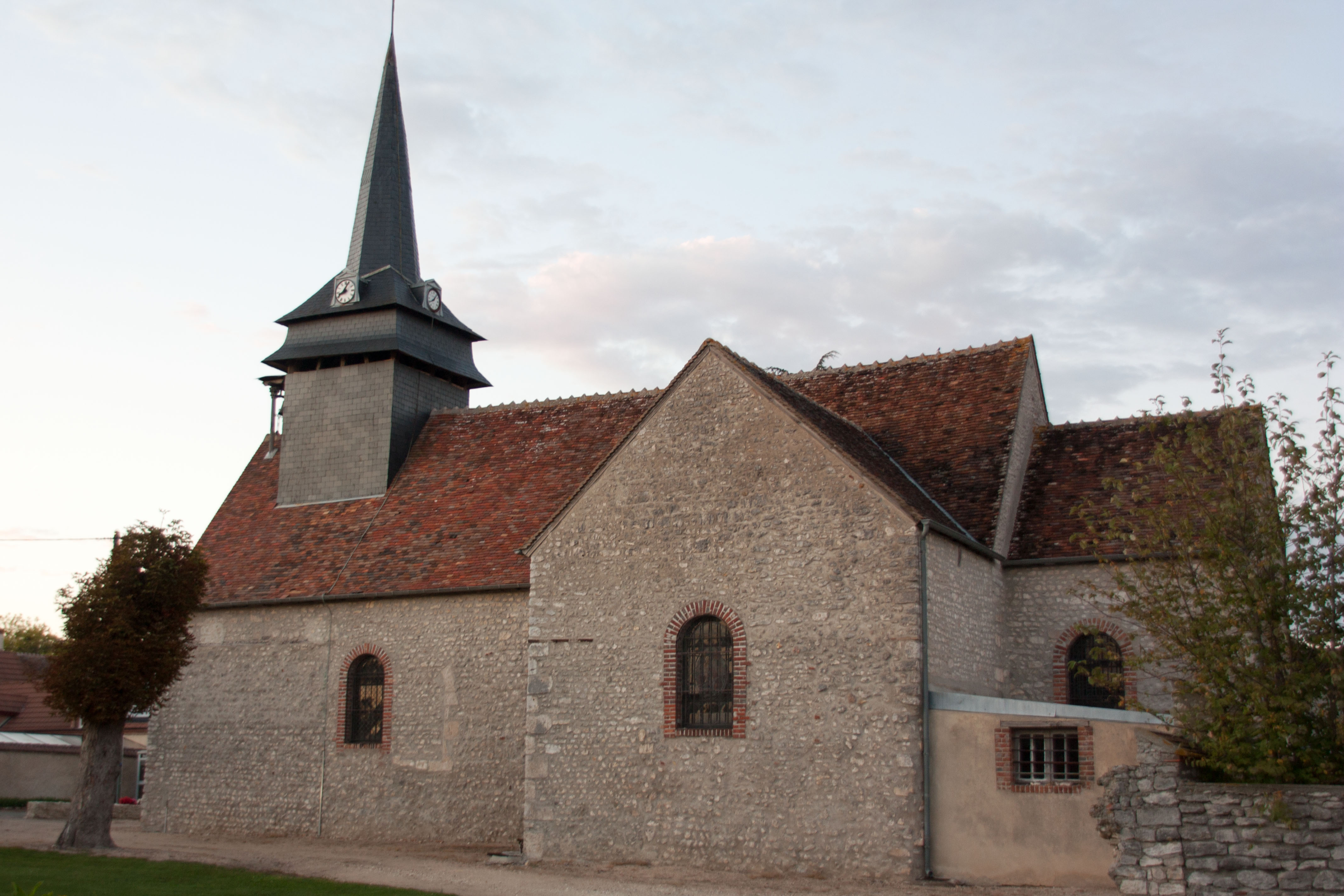
L'église Saint-Pierre-et-Saint-Marc.

Plusieurs édifices de la commune sont inscrits à l'Inventaire général du patrimoine culturel :
- le Vieux-château, datant du XVIe siècle[118] :

le Vieux-château a été construit au cours du XVIe siècle, la tour de défense et le colombier datent de cette époque. Le porche ainsi que les communs ont été ajoutés au  XVIIe siècle, période au cours de laquelle le château est transformé en ferme ;
- le château de la Valette, datant de la fin du XIXe siècle[119] ;
- le château de Beaudenin, datant de la fin du XIXe siècle[120] ;
- plusieurs fermes datant du XVIIe au XXe siècle[121] ;
- le lavoir, datant XXe siècle[122] ;
- l'église Saint-Pierre-et-Saint-Marc, datant du XIIe siècle et réaménagée au cours du XIXe siècle[123] :

l'église Saint-Pierre-et-Saint-Marc de Pressigny est un édifice rectangulaire de 17 m sur 7 m possédant deux ailes latérales formant un transept. Sa flèche rectangulaire est couverte d'ardoise et les encadrements de ses fenêtres sont en brique. La nef, le transept et le chœur sont recouverts de tuile plate. Les deux archivoltes de plein cintre, située au-dessus du portail, sont les parties les plus anciennes de l'église et datent du XIIe siècle. L'église a été reconstruite après les guerres de Religion dans la deuxième partie du XVIe siècle. C'est au cours du XIXe siècle que les baies sont agrandies (en 1830) et que l'abside est repeinte (en 1860).
La salle polyvalente est une ancienne grange datant du XVIe siècle. Elle a été achetée par la commune, démontée puis déplacée en 1993 à son emplacement actuel. L'ancienne salle des fêtes ayant été jugée trop petite, la municipalité envisage à partir de 1988 son extension ou la construction d'une nouvelle salle. En 1991, Victor-Serge Petitlaurent, maire de la commune à l'époque, propose une autre solution : l'achat, le démontage et la remise en état d'une ancienne grange. Cet ancien édifice, qui devait être un grenier à sel ou une grange aux dîmes près d'Orléans, a été partiellement abîmée lors d'une tempête en 1990. Avec l’accord des Bâtiments de France, la municipalité propose alors son rachat en vue de son déplacement et sa restauration à Pressigny-les-Pins pour constituer la nouvelle salle des fêtes de la commune. La grange est achetée en 1991 pour la somme de 140 000 francs. Les travaux de reconstruction ont lieu au cours de l'année 1993 et coûteront 2 700 000 francs. La salle sera ensuite nommée « salle polyvalente Petitlaurent », en hommage à l'ancien maire.

### Héraldique
| Blason de Pressigny-les-Pins | Blason  | De gueules à l'aigle d'or ; à la bordure du même chargée de quatre pommes de pin de gueules. |
| Blason de Pressigny-les-Pins | Détails | Adopté le 28 février 2014[réf. nécessaire].                                                  |